# Vix pervenit
Vix pervenit è un'enciclica di papa Benedetto XIV, datata 1º novembre 1745, e scritta all'Episcopato italiano, nella quale il Pontefice condanna decisamente la pratica dell'usura e altri peccati simili. L'enciclica afferma l'illegittimità della distinzione tra prestito al ricco o al povero, tra tasso di interesse modesto o esorbitante. Nonostante la presa di posizione rigorista riguardo all'usura, l'enciclica riconosce la legittimità dei titoli estrinseci di interesse. Questa enciclica è uno dei primi pronunciamenti ufficiali della Santa Sede contro l'usura, e l'inizio della dottrina sociale della Chiesa cattolica.

## Fonte
- Tutte le encicliche e i principali documenti pontifici emanati dal 1740. 250 anni di storia visti dalla Santa Sede, a cura di Ugo Bellocci. Vol. I: Benedetto XIV (1740-1758), Libreria Editrice Vaticana, Città del Vaticano 1993.
- Questioni di interesse. La Chiesa e il denaro in età moderna, di Paola Vismara. Bruno Mondadori.